# Лляйлляй
Лляйлляй (ісп. Llaillay) — місто в Чилі. Адміністративний центр однойменної комуни. Населення міста — 16215 осіб (2002). Місто і комуна входить до складу провінції Сан-Феліпе-де-Аконкагуа і регіону Вальпараїсо.
Територія — 349,1 км². Чисельність населення — 24 608 мешканців (2017). Щільність населення — 70,5 чол./км².

## Розташування
Місто розташоване за 68 км на північний схід від адміністративного центру області міста Вальпараїсо та за 24 км на південний захід від адміністративного центру провінції міста Сан-Феліпе.
Комуна межує:
- на півночі — з комунами Катему і Панкеуе
- на сході — з комуною Ринконада
- на півдні — з комуною Тільтіль
- на заході — з комуною Іхуелас